# Klaus Pohle (Fußballspieler)
Klaus Pohle (* 9. Oktober 1960 in Cottbus) ist ein ehemaliger deutscher Fußballspieler in der Abwehr. Er spielte für die BSG Energie Cottbus in der DDR-Oberliga.

## Karriere
Pohle spielte in seiner Jugend von 1965 bis 1969 bei der SG Traktor Neuendorf/Maust und von 1972 bis 1975 bei der SG Willmersdorf. Anschließend wechselte er in die Jugendabteilung der BSG Energie Cottbus. Zu seinem ersten Einsatz für die erste Herrenmannschaft kam Pohle am 17. November 1979 beim 1:3-Sieg gegen die BSG Aktivist Espenhain. Im Verlauf der DDR-Liga-Saison 1979/80 kam er zu elf weiteren Einsätzen. Auch in der folgenden Spielzeit 1980/81 gehörte er nicht zum Stammpersonal und absolvierte deswegen nur zehn Einsätze, schoss dabei aber drei Tore. Nach dem Aufstieg in die Oberliga kam Pohle 1981/82 zu sieben Einsätzen. Er debütierte bei der 3:0-Niederlage gegen den FC Karl-Marx-Stadt am 28. November 1981, als er am 11. Spieltag für Dietmar Drabow in der 34. Spielminute eingewechselt wurde. In der Folgesaison wurde Pohle nur noch in der zweiten Mannschaft eingesetzt und verließ Cottbus deswegen 1982. Er spielte anschließend noch bei einigen unterklassigen Mannschaften, bevor er 1994 seine Karriere beendete.